# 副凤冠雉属
副凤冠雉属（学名：Paracrax）是一种生活在北美的，可能与叫鹤有亲缘关系的，已经灭绝的不飞鸟，是高鸟科的一员（尽管很多学者认为它相较高鸟更接近现代叫鹤，或者可能根本就不是叫鹤目的一员），副凤冠雉是这个类群中的一个特殊成员，可能同南美洲的恐鹤一样是一类掠食者。副凤冠雉属下的一些成员可以长到惊人的体型。

## 发现
古副凤冠雉(Paracrax antiqua)是这个属的模式种。模式标本YPM 537在1871年于科罗拉多州的韦尔德县由古生物学家奧斯尼爾·查爾斯·馬許发现。他将这个标本描述为火鸡的一种。1964年，这个物种被定为独立的属，并分入凤冠雉科下。直到1968年才开始被归入高鸟科。之前被认为属于鸬鹚的材料"Phalacrocorax/Oligocrocorax" mediterraneus，也被发现属于古凤冠雉。
在此之后，又有副凤冠雉属下的两个物种被正式描述：韦氏副凤冠雉(P. wetmorei)和巨副凤冠雉(P. gigantea)。相较于古副凤冠雉这两个物种之间关系更加接近。

## 古生态学
大多数标本都是在北达科塔州的Brule组发现的。 这一追溯到渐新世鲁培尔期的河流沉积展现出了繁荣的稀树草原式的古环境。 几种大型哺乳动物，诸如犀牛，岳齿兽和鬣齿兽都在这一地区有所发现；当地也发现了一些共存的与副凤冠雉有亲缘关系的其他高鸟科鸟类。高鸟属可能与副凤冠雉有着很近亲缘关系，当地的大型高鸟与副凤冠雉占据着不同的生态位：高鸟更倾向于在更潮湿生活，而副凤冠雉更倾向于在更干燥的环境生活。

## 描述
副凤冠雉已经发现了不同地方的材料，例如骨盆，龙骨突，前肢的残片和喙。其肱骨材料与其高鸟属近亲的区别在于其内髁相较于外髁突出更不明显。总的来说，可以认为这种鸟身体比例接近恐鹤，且有着比例上更短的翅膀和一个更大更长的喙。
与古颚类趋同，这种鸟的龙骨突较浅。其胸骨结构独特，与现代的麝雉相似，这让这种鸟很容易识别。古副凤冠雉和巨副凤冠雉显然都是不会飞的：它们的龙骨突和翅膀太短，古副凤冠雉的掌骨极度缩小，让他更不可能有效的飞行；而韦氏副凤冠雉可能有着有限的飞行能力。
巨副凤冠雉是一种体型极大的鸟类，其估计身高可以超过2米，这不仅让它成为了最高的高鸟科物种，更让其成为了所处生境中几乎最高的动物。

## 生活方式
同包括其他高鸟科在内的其他叫鹤目鸟类一样，副凤冠雉可能是一种陆地掠食者。就生态位而言，副凤冠雉可能与他们的知名亲戚恐鹤相似——这是一雷大型的不飞鸟掠食者，它们会用其斧头般的喙杀死猎物。 副凤冠雉是大型不会飞的鸟类掠食者与哺乳动物掠食者共存的例子。鬣齒獸，古彪，古豬獸等掠食性哺乳动物可能与副凤冠雉一同共享这一环境中顶级掠食者的宝座。